# Knut Arild Hareide
Knut Arild Hareide né le 23 novembre 1972, est un homme politique norvégien, ministre des Transports et des Communications depuis 2020. Il devient membre du parlement en 2013 pour le comté de Hordaland après l'avoir été pour celui d'Akershus de 2009 à 2013.
De 2011 à 2019, il est le dirigeant du parti Parti populaire chrétien de Norvège. Il fut ministre de l'Environnement dans le gouvernement Bondevik II du 18 juin 2004 au 17 octobre 2005.